# Velho Airão
Velho Airão ou Airão Velho (popularmente chamado por moradores de Novo Airão) é um povoado quase desabitado no estado brasileiro do Amazonas, que inicialmente foi uma vila de média importância, denominada Airão fundada no ano de 1694, sendo a primeira povoação às margens do rio Negro e, a região mais antiga que a primeira capital do Amazonas (Barcelos, no contexto da província do Amazonas). Foi a sede inicial do município amazonense de Novo Airão.
Está localizada dentro do Mosaico do Baixo Rio Negro no Parque Estadual Rio Negro Setor Norte.
Foi uma das vilas mais importantes no médio Rio Negro desde a época dos colonizadores portugueses até a Segunda Guerra Mundial, quando os aliados encontravam sua maior fonte de borracha para a fabricação de pneus e materiais cirúrgicos no látex da Amazônia. Airão concentrava toda a produção de borracha do alto rio Negro, do Rio Jaú e seus afluentes e do Rio Branco, trazendo a produção de vilarejos próximos à Boa Vista. Com o fim da guerra, os ingleses passaram a comprar látex de sua colônia: a Malásia. Os produtores amazonenses não estavam preparados para isso e como Airão era um ponto de captação e distribuição, a cidade faliu. Com a decadência do Ciclo da borracha, seus moradores passaram a abandoná-la, até ser deixada pelo último morador em 1985. Boa parte de sua população mudou-se para vilarejos mais próximos à capital do estado, Manaus, mas a maioria (108 pessoas) foi transferida para a vila de Itapeaçu, que passou a se chamar Novo Airão. 
De acordo com o historiador Victor Leonardi (1998): "Na confluência do rio Jaú com o Negro existem ruínas de uma pequena cidade chamada Airão, antiga Santo Elias do Jaú, fundada por missionários em 1694. [...] [Depois veio] o processo de arruinamento definitivo do Airão, após rápido e não-sustentável crescimento econômico gerado nos seringais entre 1880 e 1914. [...] A velha cidade de Airão é hoje uma cidade morta às margens do rio Negro, 250 quilômetros a noroeste de Manaus."
Como a população estava a abandonar a cidade, surgiu a lenda das formigas. Um político da época afirmou que a população estava sendo devorada por formigas e pediu ajuda para mudar a sede do município. Verdade ou mentira, o fato é que a partir de 1950 a população começou a ser transferida para onde hoje é Novo Airão.
A partir de 1985, a Marinha do Brasil começou a usar a cidade abandonada como alvo para treino de tiros de seus navios até o ano de 2005, quando a cidade foi tombada pelo Instituto do Patrimônio Histórico e Artístico Nacional IPHAN. Mas apenas em 2010 técnicos do IPHAN começaram a levantar dados no lugar.
Desde 2005 cerca de sete famílias retornaram ao lugar, fazendo suas casas em volta das ruínas e auxiliam na condução dos turistas que visitam o antigo vilarejo.
De acordo com reportagem de 29 de dezembro de 2015, apenas um morador ainda reside na cidade.